# Asanowo (rejon szemurszyński)
Asanowo (ros. Асаново) – wieś (dieriewnia) w Rosji, w Czuwaszji, w rejonie szemurszyńskim. W 2010 liczyła 614 mieszkańców.